# Diari d'Andorra

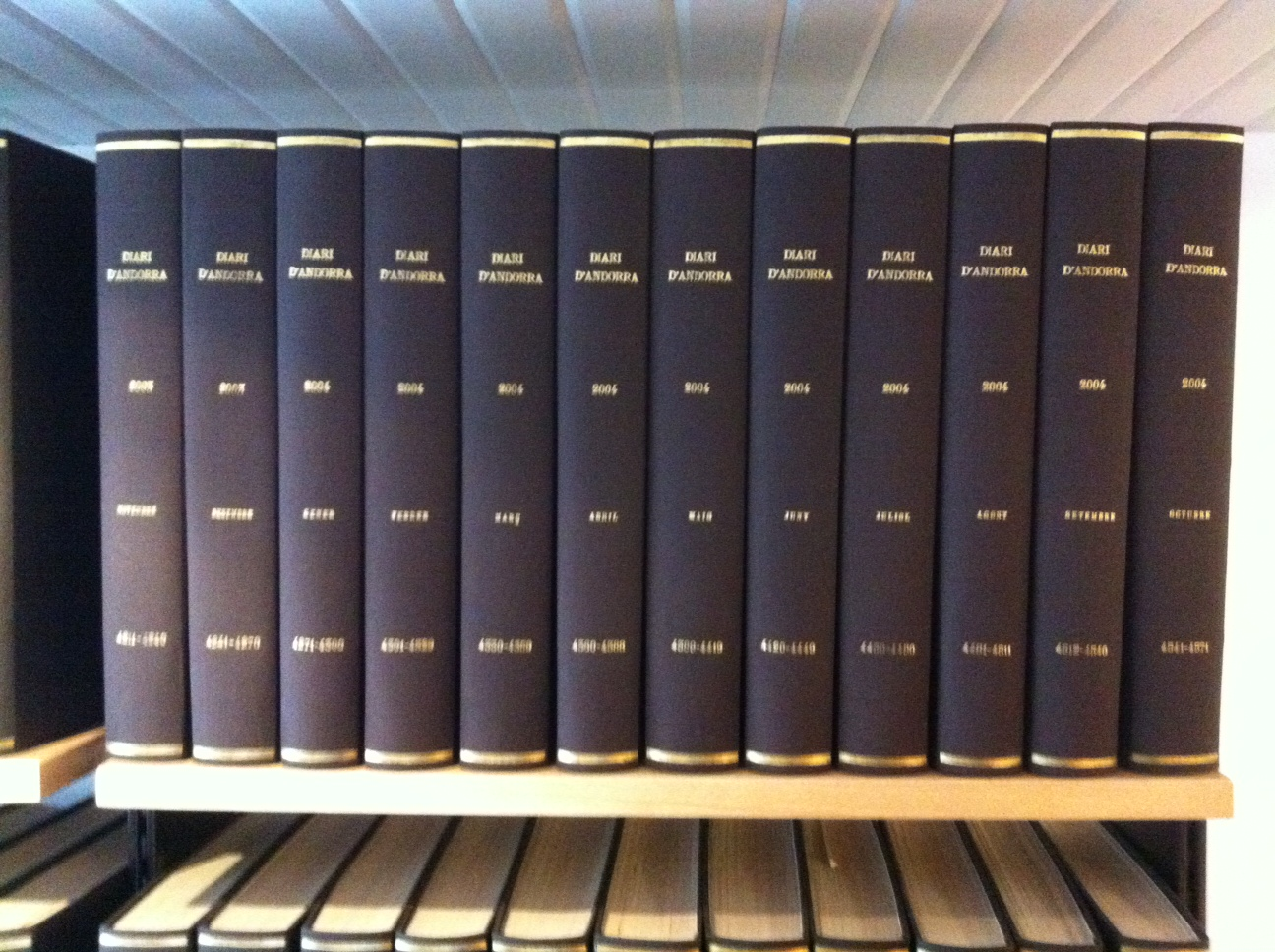
Diari d'Andorra enquadernat i conservat a la Biblioteca Nacional d'Andorra

Diari d'Andorra és un periòdic creat a Andorra la Vella el maig de 1991. Té un tiratge de 19.000 exemplars i compta amb 1.900 subscriptors, cosa que l'ha fet líder de la premsa periòdica andorrana. Edita la revista setmanal gratuïta 7 Dies, amb una tirada de 30.000 exemplars distribuïts en domicilis particulars, establiments comercials, hotels i restaurants d'Andorra i l'Alt Urgell, i també posseeix l'emissora Andorra 7 Ràdio. L'empresa editora del diari és Premsa Andorrana i el seu president és Ramón Serra Farrero i el director general, Ignasi de Planell. Forma part de la Coordinadora de Mitjans.